# Knabstrup (Danemark)
Pour les articles homonymes, voir Knabstrup (homonymie).

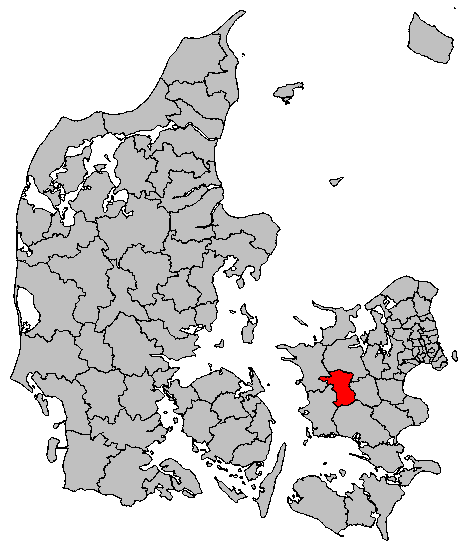
Localisation de Knabstrup

Knabstrup est une localité danoise, située dans la région du Sjælland. Elle est située au sud-ouest de la commune de Holbæk, et compte 1072 habitants en 2011. Elle est rattachée à la commune de Holbæk depuis l'entrée en vigueur de la réforme communale danoise, qui a réduit le nombre des communes de 270 à 98 actuellement, et créé les régions en remplacement des anciens départements.
Elle est éponyme d'une célèbre race de cheval de selle, le knabstrup, à laquelle elle a donné son nom.

## Monuments et lieux remarquables
- Manoir Knabstrup